# Селецька волость (Трубчевський повіт)
Селецька волость — історична адміністративно-територіальна одиниця Трубчевського повіту Орловської губернії з центром у селі Селець.
Станом на 1885 рік складалася з 21 поселення, 21 сільської громади. Населення — 12 422 особи (6113 чоловічої статі та 6309 — жіночої), 1663 дворових господарства.
|                     | Площа, десятин | У тому числі орної, дес. |
| ------------------- | -------------- | ------------------------ |
| Сільських громад    | 20691          | 15059                    |
| Приватної власності | 4288           | 1204                     |
| Надільної власності | 3182           | 1152                     |
| Казенної власності  | 13287          | 45                       |
| Іншої власності     | 476            | 195                      |
| Загалом             | 41687          | 14277                    |

Найбільші поселення волості на 1885 рік:
- Селець — колишнє державне й власницьке село при річці Десна за 14 верст від повітового міста, 1262 особи, 175 дворів, православна церква, школа, торжки. За 10 верст — монастир, 2 православні церкви.
- Алешенка — колишнє державне село при річці Улічка, 996 осіб, 122 двори, православна церква, школа, торжок.
- Боршня — колишнє власницьке село, 363 особи, 54 двори, православна церква.
- Глибочка — колишнє власницьке надільне село, 1465 осіб, 214 дворів, 12 вітряних млинів.
- Зноб — колишнє державне село при річці Зноба, 1400 осіб, 236 дворів, православна церква, школа, постоялий будинок, 2 лавки, вітряний млин, крупорушка.
- Сагутьєво — колишнє власницьке надільне село, 1259 осіб, 183 двори.